# Acacia nitidifolia
Acacia nitidifolia är en ärtväxtart som beskrevs av Carlos Luis Spegazzini. Acacia nitidifolia ingår i släktet akacior, och familjen ärtväxter. Inga underarter finns listade i Catalogue of Life.